# زافار خولمورادوف
زافار خولمورادوف (15 أكتوبر 1976 بشهرسبز في أوزبكستان - ) هو لاعب كرة قدم أوزبكستاني في مركز الهجوم. شارك مع منتخب أوزبكستان لكرة القدم. أما مع النوادي، فقد لعب مع نادي نسف قرشي وFC Khorazm ‏ وFC Mash'al ‏ واجمك اف سي.

## وصلات خارجية
- زافار خولمورادوف على موقع الاتحاد الدولي (مؤرشف)  (الإنجليزية)
- زافار خولمورادوف على موقع قاعدة بيانات كرة القدم.إي يو (الإنجليزية)
- زافار خولمورادوف على موقع ناشيونال فوتبول تيمز (الإنجليزية)
- زافار خولمورادوف على موقع Soccerway.com (الإنجليزية)
- زافار خولمورادوف على موقع عالم كرة القدم.نت (الإنجليزية)